# Jiří Štajner
Jiří Štajner (Benešov, República Checa, 27 de mayo de 1976) es un exfutbolista checo. Jugaba de delantero y su primer equipo fue el Slavia Praga.

## Biografía
Štajner empezó jugando en el Slavia Praga cuando era joven. Allí consigue su primer título, la Liga checa. Le resultó difícil hacerse un hueco en la plantilla titular, así que para disfrutar de minutos ficha por el FK Louňovice en 1996 durante una temporada y luego por el FK SIAD Most.
En 2000 ficha por FC Slovan Liberec. En este equipo disputa dos temporadas como titular en las que marca 21 goles.
En 2002 se va al fútbol alemán, concretamente al Hannover 96. Este equipo lo cede durante un año al AC Sparta Praga, equipo con el que se proclamó campeón de la Copa de la República Checa. Regresa en 2004 haciéndose un hueco en el equipo titular.

### Selección nacional
Ha sido internacional con la Selección de fútbol de la República Checa en 27 ocasiones. Su debut como internacional se produjo el 27 de noviembre de 2006.
Participó con su selección en la Copa Mundial de Fútbol de Alemania de 2006 donde disputó 3 encuentros.

## Clubes
| Club              | País            | Año       |
| ----------------- | --------------- | --------- |
| Slavia Praga      | República Checa | 1994-1996 |
| FK Louňovice      | República Checa | 1996-1997 |
| FK SIAD Most      | República Checa | 1997-2000 |
| FC Slovan Liberec | República Checa | 2000-2002 |
| Hannover 96       | Alemania        | 2002-2003 |
| AC Sparta Praga   | República Checa | 2003-2004 |
| Hannover 96       | Alemania        | 2004-2010 |
| FC Slovan Liberec | República Checa | 2010-2013 |

## Títulos
- 1 Gambrinus liga (Slavia Praga, 1996)
- 1 Copa de la República Checa (AC Sparta Praga, 2004)

- Datos: Q241932
- Multimedia: Jiří Štajner / Q241932